# Мирон (Мазур)
Мирон Мазур (порт. Meron Mazur; 5 февраля 1962 года, Прудентополис, Бразилия) — епископ Украинской грекокатолической церкви, первый епископ епархии Непорочного Зачатия Пресвятой Девы Марии в Прудентополисе с 12 мая 2014 года, член монашеской ордена василиан святого Иосафата.

## Биография
Окончил начальную семинарию, после чего 7 января 1979 года вступил в монашеский орден василиан святого Иосафата. 10 февраля 1981 года после окончания новициата принял первые монашеские обеты. Обучался в семинарии в городе Батали. С 1986 года обучался в Папском университет святого Ансельма в Риме, по окончании которого он получил научную степень бакалавра богословия. 1 января 1988 года принял вечные монашеские обеты. 8 сентября 1990 года был рукоположен в священника. С 1992 года обучался в Салезианском университете, по окончании которого защитил диссертацию на научную степень лицензиата педагогики.  
Был профессором и ректором Василианского университета в Предунтополисе и Куритибе. В июле 2004 года был выбран протоигуменом василиан в Бразилии. 
21 декабря 2005 года Римский папа Бенедикт XVI назначил Мирона Мазура титулярным епископом Симитту и вспомогательным епископом епархии святого Иоанна Крестителя в Куритибе. 26 февраля 2006 года состоялось рукоположение Мирона Мазура в епископа, которое совершил верховный архиепископ Киево-Галицкий кардинал Любомир Гузар в сослужении с архиепископом филадельфийским Стефаном Сорокой и епископом епархии святого Иоанна Крестителя в Куритибе Ефремом Василием Крывым.
12 мая 2014 года Римский папа Франциск учредил епархию Непорочного Зачатия Пресвятой Девы Марии в Прудентополисе и назначил Мирона Мазура её первым епископом.